# Código de área 603
603 es el código de área único para el estado de Nuevo Hampshire según el Plan de numeración norteamericano (NANP). Fue establecido en el año 1947.
En abril de 2011 el código 603 se acercaba al agotamiento de sus números telefónicos disponibles y se desarrollaron planes para dividir el territorio en dos zonas con dos códigos distintos o para instaurar un código suplementario para todo el estado, propuesta defendida por la Comisión de servicios públicos de New Hampshire. Sin embargo, un cambio en las políticas de asignación y la recuperación de grandes bloques de números previamente asignados ha logrado retrasar la saturación del código de área 603 hasta el año 2020.